# زولتان کرکی
زولتان کرکی (مجاری: Zoltán Kereki؛ زادهٔ ۱۳ ژوئیهٔ ۱۹۵۳) بازیکن فوتبال اهل مجارستان بود.
وی همچنین در تیم ملی فوتبال مجارستان بازی کرده‌است.